# Opération Matriochka
L'opération Matriochka est une opération de désinformation russe ayant pour cible certains pays occidentaux[évasif]. Cette opération s'inscrit dans le cadre de l'invasion de l'Ukraine par la Russie depuis 2022 comme une composante de la guerre menée contre l'Ukraine. Le nom de l'opération a été choisi par le collectif Antibot4Navalny en référence aux poupées russes.

## Méthode
Des utilisateurs, interpellent les médias occidentaux sur de prétendues informations, les incitant à vérifier ces infox et saturant les cellules d'investigation de ces médias. Ils utilisent pour cela des montages ou des visuels issus de montages ou générés par l'intelligence artificielle et mettant en scène des Ukrainiens. Ils inondent par la suite Twitter en utilisant les mêmes bots que l'opération Doppelgänger. Cela a pour but de mener à la lassitude des populations occidentales à l'égard de l'Ukraine. Tout en saturant les équipes de vérification des médias occidentaux, opérant ainsi une opération de diversion à destination des journalistes et fact-checkers,. L'objectif ultime restant de saper le soutien occidental à l'Ukraine,.

## Chronologie
Cette opération aurait débuté en septembre 2023.
En juin 2024, un rapport de VIGINUM alerte le public sur une intensification de l'opération Matriochka. On retrouve sur les réseaux sociaux de faux reportages et de faux articles estampillés Le Parisien, Euronews, RFI ou BFM TV. A ce stade, VIGINUM considère que l'opération Matriochka est « une campagne d'ingérence étrangère qui porte atteinte aux intérêts de la nation »,,.

## Exemples d'infox utilisées dans cette opération
- Un reportage de la Deutsche Welle affirmant qu'un artiste Ukrainien a scié la Tour Eiffel[2].
- Une caricature de Volodymyr Zelensky en SDF à Los Angeles[2].
- Vol dans les catacombes de Paris par un Ukrainien[9].
- Détournement de l'aide militaire à l'Ukraine[9].
- Vidéo présentée comme émanant de la CIA demandant aux touristes américains de ne pas fréquenter le métro en raison de fortes menaces terroristes[10].